# Myspace
Myspace, stilizirano kao myspace, ranije MySpace je višejezična društvena web stranica, namijenjena umrežavanju članova. 
Financiranje stranice omogućuju oglasi. Na toj web stranici, svatko može lako objaviti svoj osobni profil, slike, video-snimke, pisati na blogu, dodati svoj opis itd. Stranica je postala internetski fenomen, svaki dan posjeti je oko 230.000 korisnika, po čemu je u vrhu socijalnih web 2.0 stranica. Posebno je popularna među glazbenicima, koji je koriste za besplatno predstavljanje svojih pjesama široj javnosti.
Sjedište je na Beverly Hillsu u Kaliforniji, SAD, gdje dijeli uredsku zgradu sa svojim vlasnikom - tvrtkom Fox Interactive Media; čiji je pak vlasnik News Corporation, sa sjedištem u New Yorku.
Tvrtka ima 300 zaposlenika te ne objavljuje prihode i profit odvojeno od News Corporationa. 100-milijunti korisnički račun nastao je 6. kolovoza 2006. u Nizozemskoj.

## Vanjske poveznice
- Myspace stranica